# Legea dreptului de autor
Legea nr. 8/1996 privind dreptul de autor și drepturile conexe, modificată și completată, este actul normativ de reglementare a drepturilor de autor în România.
Această lege a fost adoptată la 14 martie 1996 și publicată în Monitorul Oficial nr. 60 din 26 martie 1996. De-a lungul timpului, actul normativ a suferit o serie de modificări și adăugiri prin acte normative cum ar fi: Legea nr. 146/1997, Legea nr. 285/2004, O.U.G. nr. 123/2005, O.U.G. nr. 190/2005, Decizia nr. 571/2010, Legea nr. 202/2010, Legea nr. 71/2011, O.U.G. nr. 71/2011, Legea nr. 76/2012, Legea nr. 187/2012, Legea nr. 255/2013 și Legea nr. 53/2015. În iunie 2018, Legea nr. 8/1996 privind dreptul de autor și drepturile conexe a fost republicată în Monitorul Oficial nr. 489 din 14 iunie 2018. Republicarea vine în contextul modificărilor substanțiale aduse prin Legea nr. 74/2018 pentru modificarea și completarea Legii nr. 8/1996 privind dreptul de autor și drepturile conexe, publicată în Monitorul Oficial, Partea I nr. 268 din 27 martie 2018. Articolele din Legea nr. 8/1996 privind dreptul de autor au fost renumerotare. De exemplu, articolul 33 privind limitele exercitării dreptului de autor, a devenit articolul 35 după republicarea din 2018. 
Printre altele, această lege prevede că autorul unei opere (literară, artistică, muzicală etc.) să dețină dreptul asupra respectivei opere pe toată durata vieții sale, plus încă 70 de ani. Drepturile de autor se moștenesc de către urmașii legali ai autorului. În cazul operelor realizate prin colaborarea mai multor autori, drepturile de autor expiră la 70 de ani de la moartea ultimului dintre aceștia. În cazul operelor publicate sub pseudonim, sau anonim, dreptul de autor durează 70 de ani de la publicarea respectivei opere. Legea se aplică și pentru operele create înainte de publicarea legii, dar numai dacă perioada de protecție n-a expirat, conform legislației anterioare.